# Massacre d'El Nilo
La massacre d'El Nilo o massacre de Caloto va ser un atac perpetrat contra indígenes d'ètnia Nasa en el municipi de Caloto, departament del Cauca el 16 de desembre de 1991 per membres de la Policia Nacional de Colòmbia i civils armats. Van ser massacrats 21 indígenes. Després de l'incompliment dels acords de reparació de víctimes per part del govern colombià, els indígenes organitzen ocupacions pacífiques a les finques del nord del Cauca, almenys deu vegades han realitzat preses pacífiques a la hisenda La Emperatriz, a Caloto, i sempre han acabat en enfrontaments amb la força pública. El balanç és de cent ferits, tres morts i dotze indígenes presos.

## Massacre
Una setmana abans de la massacre, el 7 de desembre de 1991, membres de la comunitat indígena Páez (Nasa) van denunciar les amenaces de les quals eren objecte i van sol·licitar la protecció de les autoritats. Els indígenes es negaven a arribar a un acord i van ser amenaçats, segons els seus testimoniatges, pel suposat representant de la societat compradora qui, pel que sembla, anava amb un grup d'individus armats. Els indígenes van decidir denunciar el fet amb l'alcalde i la Personera de Caloto, en una reunió que van fer a la Vereda El Carrizal. En aquesta reunió també va estar el Gerent Regional del INCORA i al Secretari de Govern Municipal.
La Comunitat Indígena del Resguardo de Huellas va informar el governador del departament del Cauca a temps de les amenaces que s'havien presentat contra la comunitat, no obstant això no va prendre cap mesura per a protegir-los.

### Víctimes
En l'atac van resultar morts els indígenes: Darío Coicué Fernández, Ofelia Tombé Vitonas, Carolina Tombé Ñusque, Adán Mestizo Rivera, Edgar Mestizo Rivera, Eleuterio Dicue Calambas, Mario Julicue Ul (o Mario Julico), Tiberio Dicué Corpus, María Jesús Guetia Pito (o María Jesusa Güeitía), Floresmiro Dicué Mestizo, Mariana Mestizo Corpus, Nicolás Consa Hilamo (o Nicolás Conda), Otoniel Mestizo Dagua (u Otoniel Mestizo Corpus), Feliciano Otela Ocampo (o Feliciano Otela Campo), Calixto Chilgüezo Toconas (o Calixto Chilgüeso), Julio Dagua Quiguanas, José Jairo Secué Canas, Jesús Albeiro Pilcué Pete, Daniel Gugu Pete (o Daniel Pete) y Domingo Cáliz Soscué (o Domingo Cálix Sescué). L'únic supervivent va ser Jairo Llamo Ascué qui va resultar ferit.

## Condemnes
Un jutjat d'instrucció d'Ordre Públic de Cali va iniciar la recerca al desembre de 1991 i va vincular a ella al Major de la Policia Nacional de Colòmbia, Jorge Enrique Durán Argüelles, llavors comandant del Districte de Policia de Santander de Quilichao i al Capità Fabio Alejandro Castañeda Mateus, Cap Antinarcòtics de Santander de Quilichao. El 7 d'abril de 1992 el Jutge d'Instrucció d'Ordre Públic de Cali es va abstenir de proferir mesura d'assegurament contra els oficials, però el representant del Procuradoratge va apel·lar la decisió, i va ser confirmada en segona instància. El 28 de gener de 1994 es va decidir prosseguir la recerca contra els oficials de la Policia Nacional, Major Jorge Enrique Durán Argüelles i Capità Fabio Alejandro Castañeda Mateus, i els civils Orlando Villa Zapata, Leonardo Peñafiel Correa, Edgar Antonio Arévalo Peláez i Nicolás Quintero Zuluaga. Alguns dels civils es van acollir a l'opció de la sentència anticipada i van ser condemnats pels delictes d'homicidi, temptativa d'homicidi, incendi i port il·legal d'armes d'ús privatiu de la força pública.
Un jutge regional de Cali va condemnar, a penes d'entre 25 i 27 anys de presó, a Nicolás Quintero Zuluaga, Leonardo Peñafiel Correa i Edgar Antonio Arévalo Peláez per la massacre a la hisenda El Nilo. Els tres individus van acceptar els càrrecs i es van acollir a la figura de sentència anticipada de la pena.
El 4 de setembre de 1996 el Fiscal de coneixement adscrit a la Unitat de Drets Humans va acusar els oficials Jorge Enrique Durán Argüelles i Fabio Alejandro Castañeda Mateus d'homicidi múltiple en "concurs real homogeni heterogeni" i com a coautors responsables dels il·lícits de temptativa d'homicidi, port il·legal d'armes d'ús privatiu de la força pública i mal en bé d'altri. Aquesta decisió va ser apel·lada i confirmada en segona instància.

## Incompliments d'acords
El 16 de desembre de 1992 la Comissió Interamericana de Drets Humans (CIDH) va rebre una petició del Col·lectiu d'Advocats "José Alvear Restrepo" contra l'Estat Colombià per l'execució extrajudicial dels 20 indígenes a la Hisenda El Nilo. L'Estat va admetre la seva responsabilitat i el 7 de setembre de 1995 va començar un procés de solució amistosa que va ser ratificada l'1 de setembre de 1995 en un acord addicionat a María de Piendamó, entre l'aleshores Ministeri de l'Interior Horacio Serpa i el Consell Regional Indígena del Cauca (Cric). Els acords van ser reiterats entre el Govern colombià i els indígenes del departament del Cauca.
Al setembre de 1999, la Comissió Interamericana de Drets Humans va concloure que l'Estat no havia complert en la totalitat de les seves obligacions, com garantir drets escrits en els acords o prevenir violacions d'aquests i va recomanar adoptar les mesures necessàries per a complir amb els compromisos adquirits amb la reparació social dels indígenes.
Els governadors indígenes dels 17 resguards del Nord del Cauca, en una reunió el 16 i 21 de març de 2006, van establir que de les 9.047.600 hectàrees lliurades a aquesta data, només 3.619.040, és a dir el 40%, eren terres productives.
Al març de 2008, el Ministeri de l'Interior i de Justícia va reconèixer que el govern havia comprat 11.382.271 hectàrees de les 15.663.000 acordades en els Acords de 1991. Però segons els indígenes Nasa, la majoria de les terres es troben en àrees de conservació i protecció forestal. La regió també cobreix terres relleu rugós, llocs sagrats per a la cultura Nasa i àrees infertiles.

## Petició del Jutge Garzón
El jutge espanyol Baltasar Garzón va exigir al govern colombià que compleixi amb els compromisos adquirits en 1991 amb els indígenes Nasa del nord del Cauca i la Cort Interamericana de Drets Humans (CIDH), com a responsables de la massacre del Nil. Garzón és un dels veedors del compliment de l'acord signat pel govern nacional, quan era president Ernesto Samper i que estipulava el lliurament de terres i reivindicacions socials per a la Comunitat Nasa.